# Carta Europea de l'Autonomia Local
La Carta Europea de l'Autonomia Local és un conveni internacional de 1985 que estableix un marc bàsic per al desenvolupament dels governs locals d'Europa. Es basa sobre el principi de subsidiarietat i la democràcia.

## Història
Va ser aprovat el 15 d'octubre de 1985 pel Comitè de Ministres del Consell d'Europa.
A Espanya va ser ratificada per les Corts Generals el 20 de gener de 1988 i fou publicada al BOE el 24 de febrer de 1989. Amb aquest fet la norma jurídica queda integrada al dret positiu espanyol.

## Contingut
La norma es basa en els principis de subsidiarietat i de la democràcia.
La Carta consagra el principi de l'autonomia local, fent defensa del seu reconeixement legal i de la suficiència i autonomia financera, el dret a associació i la protecció jurisdiccional dels ens locals. Respecte el principi de subsidiarietat, defensa que la competència ha de pertànyer a l'administració més propera a la ciutadania.
Segons analitza Resquejo Pagés (, p. 36), la Carta és una intenció normativa amb efectes en el dret limitats als principis orientadors de la legislació i les clàusules d'atribució de competències implícites per la inexistència de garanties del seu compliment.